# Szachy (poemat)
Szachy – poemat heroikomiczny Jana Kochanowskiego zadedykowany Janowi Krzysztofowi Tarnowskiemu. Utwór opublikowano w Krakowie pomiędzy 1562 a 1566 rokiem (drukarnia Macieja Wirzbięty), powstał najprawdopodobniej podczas pobytu poety w Padwie lub we wczesnym okresie dworskim. Pierwowzorem utworu był włoski poemat Marca Girolamo Vidy Scacchia ludus (Gra szachowa, 1527).
Poemat przełożył prozą na język francuski Frédéric Alliey w 1851, a w 1787 ukazały się fragmenty Szachów w języku niemieckim. Egzemplarz drugiego wydania Szachów (z 1585) przechowywany jest w Bibliotece Kórnickiej.

## Fabuła utworu
|   | a | b | c | d | e | f | g | h |   |
| 8 | a8 – Czarna wieża · b8 – Czarny król · h7 – Biała wieża · b4 – Czarny skoczek · d4 – Czarny goniec · g4 – Biały hetman · b3 – Czarny pionek · c3 – Czarny pionek · b1 – Biały król | a8 – Czarna wieża · b8 – Czarny król · h7 – Biała wieża · b4 – Czarny skoczek · d4 – Czarny goniec · g4 – Biały hetman · b3 – Czarny pionek · c3 – Czarny pionek · b1 – Biały król | a8 – Czarna wieża · b8 – Czarny król · h7 – Biała wieża · b4 – Czarny skoczek · d4 – Czarny goniec · g4 – Biały hetman · b3 – Czarny pionek · c3 – Czarny pionek · b1 – Biały król | a8 – Czarna wieża · b8 – Czarny król · h7 – Biała wieża · b4 – Czarny skoczek · d4 – Czarny goniec · g4 – Biały hetman · b3 – Czarny pionek · c3 – Czarny pionek · b1 – Biały król | a8 – Czarna wieża · b8 – Czarny król · h7 – Biała wieża · b4 – Czarny skoczek · d4 – Czarny goniec · g4 – Biały hetman · b3 – Czarny pionek · c3 – Czarny pionek · b1 – Biały król | a8 – Czarna wieża · b8 – Czarny król · h7 – Biała wieża · b4 – Czarny skoczek · d4 – Czarny goniec · g4 – Biały hetman · b3 – Czarny pionek · c3 – Czarny pionek · b1 – Biały król | a8 – Czarna wieża · b8 – Czarny król · h7 – Biała wieża · b4 – Czarny skoczek · d4 – Czarny goniec · g4 – Biały hetman · b3 – Czarny pionek · c3 – Czarny pionek · b1 – Biały król | a8 – Czarna wieża · b8 – Czarny król · h7 – Biała wieża · b4 – Czarny skoczek · d4 – Czarny goniec · g4 – Biały hetman · b3 – Czarny pionek · c3 – Czarny pionek · b1 – Biały król | 8 |
| 7 | a8 – Czarna wieża · b8 – Czarny król · h7 – Biała wieża · b4 – Czarny skoczek · d4 – Czarny goniec · g4 – Biały hetman · b3 – Czarny pionek · c3 – Czarny pionek · b1 – Biały król | a8 – Czarna wieża · b8 – Czarny król · h7 – Biała wieża · b4 – Czarny skoczek · d4 – Czarny goniec · g4 – Biały hetman · b3 – Czarny pionek · c3 – Czarny pionek · b1 – Biały król | a8 – Czarna wieża · b8 – Czarny król · h7 – Biała wieża · b4 – Czarny skoczek · d4 – Czarny goniec · g4 – Biały hetman · b3 – Czarny pionek · c3 – Czarny pionek · b1 – Biały król | a8 – Czarna wieża · b8 – Czarny król · h7 – Biała wieża · b4 – Czarny skoczek · d4 – Czarny goniec · g4 – Biały hetman · b3 – Czarny pionek · c3 – Czarny pionek · b1 – Biały król | a8 – Czarna wieża · b8 – Czarny król · h7 – Biała wieża · b4 – Czarny skoczek · d4 – Czarny goniec · g4 – Biały hetman · b3 – Czarny pionek · c3 – Czarny pionek · b1 – Biały król | a8 – Czarna wieża · b8 – Czarny król · h7 – Biała wieża · b4 – Czarny skoczek · d4 – Czarny goniec · g4 – Biały hetman · b3 – Czarny pionek · c3 – Czarny pionek · b1 – Biały król | a8 – Czarna wieża · b8 – Czarny król · h7 – Biała wieża · b4 – Czarny skoczek · d4 – Czarny goniec · g4 – Biały hetman · b3 – Czarny pionek · c3 – Czarny pionek · b1 – Biały król | a8 – Czarna wieża · b8 – Czarny król · h7 – Biała wieża · b4 – Czarny skoczek · d4 – Czarny goniec · g4 – Biały hetman · b3 – Czarny pionek · c3 – Czarny pionek · b1 – Biały król | 7 |
| 6 | a8 – Czarna wieża · b8 – Czarny król · h7 – Biała wieża · b4 – Czarny skoczek · d4 – Czarny goniec · g4 – Biały hetman · b3 – Czarny pionek · c3 – Czarny pionek · b1 – Biały król | a8 – Czarna wieża · b8 – Czarny król · h7 – Biała wieża · b4 – Czarny skoczek · d4 – Czarny goniec · g4 – Biały hetman · b3 – Czarny pionek · c3 – Czarny pionek · b1 – Biały król | a8 – Czarna wieża · b8 – Czarny król · h7 – Biała wieża · b4 – Czarny skoczek · d4 – Czarny goniec · g4 – Biały hetman · b3 – Czarny pionek · c3 – Czarny pionek · b1 – Biały król | a8 – Czarna wieża · b8 – Czarny król · h7 – Biała wieża · b4 – Czarny skoczek · d4 – Czarny goniec · g4 – Biały hetman · b3 – Czarny pionek · c3 – Czarny pionek · b1 – Biały król | a8 – Czarna wieża · b8 – Czarny król · h7 – Biała wieża · b4 – Czarny skoczek · d4 – Czarny goniec · g4 – Biały hetman · b3 – Czarny pionek · c3 – Czarny pionek · b1 – Biały król | a8 – Czarna wieża · b8 – Czarny król · h7 – Biała wieża · b4 – Czarny skoczek · d4 – Czarny goniec · g4 – Biały hetman · b3 – Czarny pionek · c3 – Czarny pionek · b1 – Biały król | a8 – Czarna wieża · b8 – Czarny król · h7 – Biała wieża · b4 – Czarny skoczek · d4 – Czarny goniec · g4 – Biały hetman · b3 – Czarny pionek · c3 – Czarny pionek · b1 – Biały król | a8 – Czarna wieża · b8 – Czarny król · h7 – Biała wieża · b4 – Czarny skoczek · d4 – Czarny goniec · g4 – Biały hetman · b3 – Czarny pionek · c3 – Czarny pionek · b1 – Biały król | 6 |
| 5 | a8 – Czarna wieża · b8 – Czarny król · h7 – Biała wieża · b4 – Czarny skoczek · d4 – Czarny goniec · g4 – Biały hetman · b3 – Czarny pionek · c3 – Czarny pionek · b1 – Biały król | a8 – Czarna wieża · b8 – Czarny król · h7 – Biała wieża · b4 – Czarny skoczek · d4 – Czarny goniec · g4 – Biały hetman · b3 – Czarny pionek · c3 – Czarny pionek · b1 – Biały król | a8 – Czarna wieża · b8 – Czarny król · h7 – Biała wieża · b4 – Czarny skoczek · d4 – Czarny goniec · g4 – Biały hetman · b3 – Czarny pionek · c3 – Czarny pionek · b1 – Biały król | a8 – Czarna wieża · b8 – Czarny król · h7 – Biała wieża · b4 – Czarny skoczek · d4 – Czarny goniec · g4 – Biały hetman · b3 – Czarny pionek · c3 – Czarny pionek · b1 – Biały król | a8 – Czarna wieża · b8 – Czarny król · h7 – Biała wieża · b4 – Czarny skoczek · d4 – Czarny goniec · g4 – Biały hetman · b3 – Czarny pionek · c3 – Czarny pionek · b1 – Biały król | a8 – Czarna wieża · b8 – Czarny król · h7 – Biała wieża · b4 – Czarny skoczek · d4 – Czarny goniec · g4 – Biały hetman · b3 – Czarny pionek · c3 – Czarny pionek · b1 – Biały król | a8 – Czarna wieża · b8 – Czarny król · h7 – Biała wieża · b4 – Czarny skoczek · d4 – Czarny goniec · g4 – Biały hetman · b3 – Czarny pionek · c3 – Czarny pionek · b1 – Biały król | a8 – Czarna wieża · b8 – Czarny król · h7 – Biała wieża · b4 – Czarny skoczek · d4 – Czarny goniec · g4 – Biały hetman · b3 – Czarny pionek · c3 – Czarny pionek · b1 – Biały król | 5 |
| 4 | a8 – Czarna wieża · b8 – Czarny król · h7 – Biała wieża · b4 – Czarny skoczek · d4 – Czarny goniec · g4 – Biały hetman · b3 – Czarny pionek · c3 – Czarny pionek · b1 – Biały król | a8 – Czarna wieża · b8 – Czarny król · h7 – Biała wieża · b4 – Czarny skoczek · d4 – Czarny goniec · g4 – Biały hetman · b3 – Czarny pionek · c3 – Czarny pionek · b1 – Biały król | a8 – Czarna wieża · b8 – Czarny król · h7 – Biała wieża · b4 – Czarny skoczek · d4 – Czarny goniec · g4 – Biały hetman · b3 – Czarny pionek · c3 – Czarny pionek · b1 – Biały król | a8 – Czarna wieża · b8 – Czarny król · h7 – Biała wieża · b4 – Czarny skoczek · d4 – Czarny goniec · g4 – Biały hetman · b3 – Czarny pionek · c3 – Czarny pionek · b1 – Biały król | a8 – Czarna wieża · b8 – Czarny król · h7 – Biała wieża · b4 – Czarny skoczek · d4 – Czarny goniec · g4 – Biały hetman · b3 – Czarny pionek · c3 – Czarny pionek · b1 – Biały król | a8 – Czarna wieża · b8 – Czarny król · h7 – Biała wieża · b4 – Czarny skoczek · d4 – Czarny goniec · g4 – Biały hetman · b3 – Czarny pionek · c3 – Czarny pionek · b1 – Biały król | a8 – Czarna wieża · b8 – Czarny król · h7 – Biała wieża · b4 – Czarny skoczek · d4 – Czarny goniec · g4 – Biały hetman · b3 – Czarny pionek · c3 – Czarny pionek · b1 – Biały król | a8 – Czarna wieża · b8 – Czarny król · h7 – Biała wieża · b4 – Czarny skoczek · d4 – Czarny goniec · g4 – Biały hetman · b3 – Czarny pionek · c3 – Czarny pionek · b1 – Biały król | 4 |
| 3 | a8 – Czarna wieża · b8 – Czarny król · h7 – Biała wieża · b4 – Czarny skoczek · d4 – Czarny goniec · g4 – Biały hetman · b3 – Czarny pionek · c3 – Czarny pionek · b1 – Biały król | a8 – Czarna wieża · b8 – Czarny król · h7 – Biała wieża · b4 – Czarny skoczek · d4 – Czarny goniec · g4 – Biały hetman · b3 – Czarny pionek · c3 – Czarny pionek · b1 – Biały król | a8 – Czarna wieża · b8 – Czarny król · h7 – Biała wieża · b4 – Czarny skoczek · d4 – Czarny goniec · g4 – Biały hetman · b3 – Czarny pionek · c3 – Czarny pionek · b1 – Biały król | a8 – Czarna wieża · b8 – Czarny król · h7 – Biała wieża · b4 – Czarny skoczek · d4 – Czarny goniec · g4 – Biały hetman · b3 – Czarny pionek · c3 – Czarny pionek · b1 – Biały król | a8 – Czarna wieża · b8 – Czarny król · h7 – Biała wieża · b4 – Czarny skoczek · d4 – Czarny goniec · g4 – Biały hetman · b3 – Czarny pionek · c3 – Czarny pionek · b1 – Biały król | a8 – Czarna wieża · b8 – Czarny król · h7 – Biała wieża · b4 – Czarny skoczek · d4 – Czarny goniec · g4 – Biały hetman · b3 – Czarny pionek · c3 – Czarny pionek · b1 – Biały król | a8 – Czarna wieża · b8 – Czarny król · h7 – Biała wieża · b4 – Czarny skoczek · d4 – Czarny goniec · g4 – Biały hetman · b3 – Czarny pionek · c3 – Czarny pionek · b1 – Biały król | a8 – Czarna wieża · b8 – Czarny król · h7 – Biała wieża · b4 – Czarny skoczek · d4 – Czarny goniec · g4 – Biały hetman · b3 – Czarny pionek · c3 – Czarny pionek · b1 – Biały król | 3 |
| 2 | a8 – Czarna wieża · b8 – Czarny król · h7 – Biała wieża · b4 – Czarny skoczek · d4 – Czarny goniec · g4 – Biały hetman · b3 – Czarny pionek · c3 – Czarny pionek · b1 – Biały król | a8 – Czarna wieża · b8 – Czarny król · h7 – Biała wieża · b4 – Czarny skoczek · d4 – Czarny goniec · g4 – Biały hetman · b3 – Czarny pionek · c3 – Czarny pionek · b1 – Biały król | a8 – Czarna wieża · b8 – Czarny król · h7 – Biała wieża · b4 – Czarny skoczek · d4 – Czarny goniec · g4 – Biały hetman · b3 – Czarny pionek · c3 – Czarny pionek · b1 – Biały król | a8 – Czarna wieża · b8 – Czarny król · h7 – Biała wieża · b4 – Czarny skoczek · d4 – Czarny goniec · g4 – Biały hetman · b3 – Czarny pionek · c3 – Czarny pionek · b1 – Biały król | a8 – Czarna wieża · b8 – Czarny król · h7 – Biała wieża · b4 – Czarny skoczek · d4 – Czarny goniec · g4 – Biały hetman · b3 – Czarny pionek · c3 – Czarny pionek · b1 – Biały król | a8 – Czarna wieża · b8 – Czarny król · h7 – Biała wieża · b4 – Czarny skoczek · d4 – Czarny goniec · g4 – Biały hetman · b3 – Czarny pionek · c3 – Czarny pionek · b1 – Biały król | a8 – Czarna wieża · b8 – Czarny król · h7 – Biała wieża · b4 – Czarny skoczek · d4 – Czarny goniec · g4 – Biały hetman · b3 – Czarny pionek · c3 – Czarny pionek · b1 – Biały król | a8 – Czarna wieża · b8 – Czarny król · h7 – Biała wieża · b4 – Czarny skoczek · d4 – Czarny goniec · g4 – Biały hetman · b3 – Czarny pionek · c3 – Czarny pionek · b1 – Biały król | 2 |
| 1 | a8 – Czarna wieża · b8 – Czarny król · h7 – Biała wieża · b4 – Czarny skoczek · d4 – Czarny goniec · g4 – Biały hetman · b3 – Czarny pionek · c3 – Czarny pionek · b1 – Biały król | a8 – Czarna wieża · b8 – Czarny król · h7 – Biała wieża · b4 – Czarny skoczek · d4 – Czarny goniec · g4 – Biały hetman · b3 – Czarny pionek · c3 – Czarny pionek · b1 – Biały król | a8 – Czarna wieża · b8 – Czarny król · h7 – Biała wieża · b4 – Czarny skoczek · d4 – Czarny goniec · g4 – Biały hetman · b3 – Czarny pionek · c3 – Czarny pionek · b1 – Biały król | a8 – Czarna wieża · b8 – Czarny król · h7 – Biała wieża · b4 – Czarny skoczek · d4 – Czarny goniec · g4 – Biały hetman · b3 – Czarny pionek · c3 – Czarny pionek · b1 – Biały król | a8 – Czarna wieża · b8 – Czarny król · h7 – Biała wieża · b4 – Czarny skoczek · d4 – Czarny goniec · g4 – Biały hetman · b3 – Czarny pionek · c3 – Czarny pionek · b1 – Biały król | a8 – Czarna wieża · b8 – Czarny król · h7 – Biała wieża · b4 – Czarny skoczek · d4 – Czarny goniec · g4 – Biały hetman · b3 – Czarny pionek · c3 – Czarny pionek · b1 – Biały król | a8 – Czarna wieża · b8 – Czarny król · h7 – Biała wieża · b4 – Czarny skoczek · d4 – Czarny goniec · g4 – Biały hetman · b3 – Czarny pionek · c3 – Czarny pionek · b1 – Biały król | a8 – Czarna wieża · b8 – Czarny król · h7 – Biała wieża · b4 – Czarny skoczek · d4 – Czarny goniec · g4 – Biały hetman · b3 – Czarny pionek · c3 – Czarny pionek · b1 – Biały król | 1 |
|   | a | b | c | d | e | f | g | h |   |

Król duński Tarses chciał wydać za mąż swoją córkę Annę, nie mógł jednak dokonać wyboru wśród kandydatów. Ostatecznie pozostali dwaj najwytrwalsi rycerze: Fiedur i Borzuj. Aby nie doprowadzić do krwawego pojedynku nakazał im rozegrać partię szachów o rękę królewny. Rozgrywka toczyła się przez wiele dni. Serce królewny skłaniało się wyraźnie w kierunku Fiedura, jednakże ten zaczynał przegrywać. Dziewczyna zakradła się więc nocą do pokoju z szachownicą, aby zmienić położenie figur, ale okazało się, że komnata jest pilnie strzeżona. Ostatecznie więc udzieliła rady kochankowi, doprowadzając dzięki temu do zwycięstwa:
I rzecze: "Dobry Rycerz jest od zwady,
Popu też nieźle zachować od rady;
Dać za miłego wdzięczną rzecz nie szkodzi,
Piechota przedsię jako żywo chodzi".
Obróci Rochu na Króla rogami,
Sama wynidzie zalawszy się łzami.
Anna polecała więc swojemu wybrańcowi, aby poświęcił wieżę, a grał pionkami zachowując skoczka  i gońca. Takie rozwiązanie problemu było znane już w średniowiecznej tradycji szachowej jako problemat Dilaram. Dla czytelnika współczesnego Kochanowskiemu podpowiedź królewny była zrozumiała, jednak współcześnie – ze względu na rozwój szachów, a zwłaszcza terminologii tej gry – jest już trudna do odczytania.

## Konstrukcja poematu
Vida umieścił akcję swojego poematu na górze Olimp, gdzie partię szachów rozgrywali Apollo i Merkury (zwycięzca gry). Włoski poeta zastosował chwyt polegający na skontrastowaniu reguł przynależnych eposowi bohaterskiemu o rodowodzie homerycko-wergiliańskim z niskim tematem – rozgrywką szachową. Kochanowski uzyskał ten efekt poprzez rozbudowane opisy scen batalistycznych pomiędzy drewnianymi figurami szachowymi (od wersu 139 do 454). Narrator, emocjonalnie zaangażowany w toczącą się walkę, jest (podobnie jak w poemacie Vidy) utożsamiany z autorem – poetą. Natomiast rozbudowany wątek romansowy  odróżnia poemat Kochanowskiego od licznych naśladowców włoskiego twórcy.